# Philip Marlowe (série de televisão)
Philip Marlowe é uma série policial de meia hora da ABC, estrelando Philip Carey como Marlowe, o detetive particular fictício criado por Raymond Chandler . Foi transmitida de 6 de outubro de 1959 até 29 de março de 1960.

## Premissa
Assim como Marlowe nos romances de Chandler, o detetive trabalhava sozinho, mas "havia se tornado um tipo muito mais cavalheiro do que nas páginas impressas".  Ele evitava o envolvimento pessoal enquanto buscava "proteger pessoas, resolver crimes e rastrear pessoas desaparecidas".  Em pelo menos um episódio, "Murder is a Grave Affair", Marlowe diz que era um "ex-policial", diferente de Chandler, onde sua experiência profissional era no escritório do promotor público.
Os episódios da série não continham finais surpreendentes. À medida que cada episódio avançava, os espectadores tinham as mesmas informações que Marlowe, permitindo-lhes tentar resolver o crime junto com ele. 

## Elenco
- Philip Carey como Philip Marlowe [3]
- William Schallert como Tenente Manny Harris [4]
- Ed Kemmer como Ralph Craig [1]

## Episódios
| Não. | Título                             | Dirigido por        | Escrito por  | Data de exibição original |
| ---- | ---------------------------------- | ------------------- | ------------ | ------------------------- |
| 1    | "O Patinho Feio"                   | Robert Ellis Miller | Gene Wang    | 6 de outubro de 1959      |
| 2    | "Prescrição para Assassinato"      | Desconhecido        | Desconhecido | 13 de outubro de 1959     |
| 3    | "Amigo"                            | Desconhecido        | Desconhecido | 20 de outubro de 1959     |
| 4    | "Morte na Família"                 | Desconhecido        | Desconhecido | 27 de outubro de 1959     |
| 5    | "Filhinho da mamãe"                | Desconhecido        | Desconhecido | 3 de novembro de 1959     |
| 6    | "Filho da Virtude"                 | Desconhecido        | Desconhecido | 10 de novembro de 1959    |
| 7    | "Bandeja Bumbum"                   | Desconhecido        | Desconhecido | 17 de novembro de 1959    |
| 8    | "O Templo do Amor"                 | Desconhecido        | Desconhecido | 24 de novembro de 1959    |
| 9    | "O Magnata"                        | Desconhecido        | Desconhecido | 1 de dezembro de 1959     |
| 10   | "Atropelamento e Fuga"             | Desconhecido        | Desconhecido | 8 de dezembro de 1959     |
| 11   | "Mãe Querida"                      | Desconhecido        | Desconhecido | 15 de dezembro de 1959    |
| 12   | "A Fome"                           | Desconhecido        | Desconhecido | 22 de dezembro de 1959    |
| 13   | "Ricochete"                        | Desconhecido        | Desconhecido | 29 de dezembro de 1959    |
| 14   | "O A Escarlate"                    | Desconhecido        | Desconhecido | 5 de janeiro de 1960      |
| 15   | "Um Padrão para Assassinato"       | Desconhecido        | Desconhecido | 12 de janeiro de 1960     |
| 16   | "Pobre Lilli, Doce Lilli"          | Desconhecido        | Desconhecido | 19 de janeiro de 1960     |
| 17   | "A morte leva um amante"           | Desconhecido        | Desconhecido | 26 de janeiro de 1960     |
| 18   | "Um Anel para Matar"               | Desconhecido        | Desconhecido | 2 de fevereiro de 1960    |
| 19   | "Jóia de um Assassinato"           | Desconhecido        | Desconhecido | 9 de fevereiro de 1960    |
| 20   | "Hora de Matar"                    | Desconhecido        | Desconhecido | 16 de fevereiro de 1960   |
| 21   | "Assassinato nas Estrelas"         | Desconhecido        | Desconhecido | 23 de fevereiro de 1960   |
| 22   | "Assassinato segundo as regras"    | Desconhecido        | Desconhecido | 1 de março de 1960        |
| 23   | "O assassinato é um assunto grave" | Paulo Stewart       | Gene Wang    | 8 de março de 1960        |
| 24   | "Assassinato é totalmente errado"  | Desconhecido        | Desconhecido | 15 de março de 1960       |
| 25   | "Última Chamada para Assassinato"  | Desconhecido        | Desconhecido | 22 de março de 1960       |
| 26   | "Você me mata"                     | Desconhecido        | Desconhecido | 29 de março de 1960       |

## Produção
A NBC-TV financiou o piloto original de uma série de Marlowe estrelada por Carey, mas vendeu o programa e Carey para a ABC, que o reformulou.  Mark Goodson e Bill Todman produziram a série. Os diretores foram Irvin Kershner , Robert Ellis Miller e Paul Stewart . Os escritores foram Charles Beaumont e Gene Wang. 
A falta de sucesso do programa foi atribuída à sua semelhança com outras séries policiais contemporâneas.  Os patrocinadores foram Brown & Williamson e American Home Products.  A série teve 26 episódios.  Foi transmitido das 21h30 às 22h, horário do leste, às terças-feiras.  Sua competição incluía The Red Skelton Show na CBS. A NBC inicialmente tinha Startime , que foi sucedido por The Arthur Murray Party . 